# Split Pride
Split Pride manifestacija je za jednakopravnost pripadnika različitih seksualnih orijentacija i rodnih identifikacija koja se od 2011. godine održava jednom godišnje u Splitu. Navedeno javno okupljanje organizira se u znak sjećanja na stonewallske nemire koji se smatraju početkom suvremenog LGBT-ovskog pokreta u svijetu. Ovakve povorke u Republici Hrvatskoj održavaju se i u Zagrebu, Rijeci[nedostaje izvor] i Osijeku.

## Povijest

### Split Pride 2011.
Prvi Split Pride održan je 11. lipnja 2011. u organizaciji lezbijske grupe Kontre, Centra za prava seksualnih manjina Iskoraka iz Zagreba i feminističke udruge Domina iz Splita. Tema manifestacije bila je zaštita obiteljskog života istospolnih parova, a održala se pod sloganom "Različite obitelji, jednaka prava".
Najava održavanja te manifestacije u Splitu izazvala je negodovanje dijela tamošnje javnosti i kontroverzne izjave nekih javnih osoba i osoba iz redova Katoličke crkve koje je osudila pravobraniteljica za ravnopravnost spolova. Tadašnji saziv gradskog poglavarstva nije podržao povorku. Ipak, podršku su pružili brojni poznati Splićani kao Zlatko Gall, Ante Tomić, Jurica Pavičić, Nikola Visković i dr. U povorci su sudjelovali i predstavnici zajednica LGBT-a iz Zagreba te iz Crne Gore, Nizozemske i Srbije.
Desetak tisuća protivnika povorke napalo je na splitskoj Rivi kamenjem i drugim predmetima oko dvjesto sudionika povrke. Ozlijeđeno je nekoliko ljudi te je policija odlučila prekinuti skup i evakuirati njegove sudionike. Uz nekoliko lakše ozlijeđenih osoba povrijeđena su i dva policajca. Podneseno je više od stotinu optužnih prijedloga od čega je DORH zaprimio kaznene prijave protiv 25 osoba.Nasilje je izazvalo brojne osude u hrvatskoj i međunarodnoj javnosti te je o neredima izvijestilo i nekoliko svjetskih novinskih agencija. Velik broj građana izrazio je solidarnost sa žrtvama napada pridruživši se zagrebačkoj povorci ponosa održanoj dva tjedna kasnije. 

### Split Pride 2012.
Unatoč poteškoćama u vezi s odabirom mjesta održavanja povorke i pozivu skupine građana na suprotstavljanje povorci (što je izazvalo i reakciju organizatora) drugi Split Pride uspješno su 9. lipnja 2012. organizirale iste udruge kao i prethodne godine. Slogan povorke bio je "Jednake/-i pred zakonom!" Manifestacija je prošla bez izgreda i uz jake mjere osiguranja, premda su privedene 73 osobe koje, prema navodima policije, nisu ugrožavale sigurnost povorke. Policija je ujedno izvijestila da nije zabilježen nikakav oblik diskriminacije ili zločina iz mržnje. Iako splitsko gradsko poglavarstvo nije podržalo Split Pride, podršku povorci dao je predsjednik Ivo Josipović. U povorci su uz poznate osobe iz splitskog javnog života Zoju Odak, Predraga Lucića, Viktora Ivančića, Zlatka Galla, Ante Tomića i Juricu Pavičića sudjelovali i ministrica Vesna Pusić te ministri Ranko Ostojić, Predrag Matić, Arsen Bauk, Ivan Vrdoljak, kao i Predrag Matvejević, Damir Urban, Boris Dežulović, Zoran Pusić, Nenad Puhovski, Drago Pilsel i drugi. U povorci su bili i predstavnici zajednica LGBT-a iz Australije, BiH, Crne Gore, Njemačke, SAD-a, Slovenije i Srbije. Na pozornici na splitskoj Rivi nastupio je sastav Le Zbor.
Organizatori povorke osudili su izjavu profesora Katoličkog bogoslovnog fakulteta Ante Mateljana o tome da je povorka "vrijeđanje kršćanskih vrednota" i "izrugivanje" te su ocijenili da se radi o otvorenom pozivu na nasilje prema sudionicima manifestacije.

### Split Pride 2013.
Treći Split Pride pod sloganom "Potpuna ravnopravnost" održan je 8. lipnja 2013. u organizaciji udruga Kontre i Iskoraka iz Zagreba i novoosnovane udruge Rišpeta iz Splita. Povorka se kretala tradicionalnom rutom od Đardina (Strossmayerova perivoja), ulicom kralja Tomislava i Marmontovom do Rive. Osiguravalo ju je manje pripadnika redarstvenih snaga nego prethodnih godina te je prošla bez izgreda. Splitska gradska vlast po prvi put je podržala manifestaciju. U povorci su sudjelovali gradonačelnik Ivo Baldasar i dogradonačelnik Goran Kovačević, kao i Vesna Pusić i Arsen Bauk.

### Split Pride 2014.
Četvrti Split Pride održan je 7. lipnja 2014. u organizaciji udruge Rišpet iz Splita. Slogan povorke ponovo je bio "Potpuna ravnopravnost", a središnji program održao se u Đardinu (Strossmayerov perivoj). Povorka koju je osiguravalo oko 600 pripadnika snaga reda prošla je bez izgreda.

### Split Pride 2015-2019.
Od 2015. do 2019. povorku su organizirale lokalne udruge okupljene oko LGBT centra Split, primjerice QueerSportSplit, Rišpet, QueerANarchive i Flomaster te nezavisne inicijative i pojedinci.

### Split Pride 2020.
U 2020. Split Pride nije održan zbog pandemije uzrokovane virusom COVID-19.

### Split Pride 2021.
Split Pride održan je 17. srpnja 2021. (zbog pandemijskih uvjeta njegovo održavanje pomaknuto je s lipnja). U povorci od tristotinjak ljudi bio je i Ivica Puljak kao prvi splitski gradonačelnik koji je prisustvovao manifestaciji.

## Popratna događanja
Od veljače 2011., svakog 11. u mjesecu održavaju se razna javna događanja kao što su tribine, radionice, filmske projekcije, izložbe i ostalo. Od 2014. godine uoči same povorke ponosa organizira se Tjedan ponosa (engl. Pride Week) s projekcijama dokumentarnih filmova, izložbama, radionicama i sličnih sadržaja.

## Simbolika
Uz zastave duginih boja sastavni dio svake povorke ponosa su i transparenti s različitim porukama. U Splitu su se mogli vidjeti sljedeći natpisi: Moj partner je moja obitelj, Različite ljubavi, jednaka prava, Jednake/-i pred zakonom!, Riva je moj dnevni boravak, I pederi su radnici, I mi plaćamo porez, Ljubi, ljubi pedera!, Stop diskriminaciji na sveučilištu, Kakva registracija, pa nisam auto, Moja savjest je čista, Svima ista prava, Došlo vrime da se cure žene, Mržnja nije obiteljska vrijednost, Ne kompromisu s ljudskim pravima, Ljudska prava ne mogu čekati, Svako misto svoju lezbu ima, Mama zbog koga si me se odrekla?

## Reakcije
U Rijeci je na dan održavanja Split Pridea 2012. održan March for Split/Rijeka vjeruje u ljepotu različitosti. U toj povorci sudjelovalo je više od 300 ljudi.

## Nagrade
Organizatori Split Pridea 2011. dobili su nagradu GONG-a za građanski aktivizam i razvoj demokracije.

## Kronologija
| Godina | Datum      | Slogan                            | Tema | Sudionici |
| ------ | ---------- | --------------------------------- | --- | --------- |
| 2011.  | 11. lipnja | Različite obitelji, jednaka prava | Zaštita obiteljskog života istospolnih parova.                                                                           | 200       |
| 2012.  | 9. lipnja  | Jednake/-i pred zakonom!          | Pravo za zaštitu obiteljskog života istospolnih parova.                                                                  | 500       |
| 2013.  | 8. lipnja  | Potpuna ravnopravnost!            | Jednaka pravna zaštita za istospolne obitelji koju uživaju raznospolne obitelji – pravo na brak i izvanbračnu zajednicu. | 500       |
| 2014.  | 7. lipnja  | Potpuna ravnopravnost!            | Odbijanje daljnje getoizacije kroz poseban zakon o registriranim zajednicama.                                            | 300       |

## Vanjske poveznice
- Split Pride  Arhivirana inačica izvorne stranice od 4. ožujka 2016. (Wayback Machine)
- Rišpet
- feministička udruga Domine
- lezbijska grupa Kontra  Arhivirana inačica izvorne stranice od 10. lipnja 2007. (Wayback Machine)
- Iskorak - Centar za prava seksualnih i rodnih manjina